# Онгентеов
Онгентеов или Егил (на староангл. Ongenþeow, на шведски: Angantyr) е полулегендарен конунг на свеите от династията Скилфинги, живял в края на V – началото на VI в. В древноскандинавските саги фигурира под името Ангантюр, а в англо-саксонската поема Беоулф е наречен Онгентеов. Според мнението на лингвистите, фонетично Онгентеов е най-близко до древноскандинавското име Ангантюр. Анализът на родствените връзки на Онгентеов, така както са описани в сагите (напр. в Сага за Инглингите на Снори Стурлусон), дават възможност да се установи, че в тези източници му съответства конунгът на свеите Егил – баща на Отар и дядо на Еадгилс.

## Англо-саксонските източници
Най-ранният от достигналите до нас източници за Онгентеов е написаната през VII в. поема „Видсид“ (Widsith), в която се изброяват владетелите на Европа, сред които и конунгът на свеите Онгентеов.
По-късната (края на VII – началото на VIII век) поема „Беовулф“ дава по-подробни сведения. Една от сюжетните линии на творбата е свързана с войните на свеите с геатите. Конфликтът бил започнат от синовете на Онгентеов, Отар и Онела, които нападнали земите на краля на геатите Хадкюн. В отговор на това геатите опустошили териториите на свеите, превзели кралската резиденция и хазната, и пленили съпругата на Онгентеов. Преследвайки похитителите, Онгентеов ги разбил в битка, в която Хадкюн и повечето му воини намерили смъртта си, а през нощта оцелелите геати се изтеглили в близката гора, където били обкръжени от свеите. Но на следващата сутрин геатите получили подкрепление, предвождано от Хигелак, брата на загиналия им крал. Този път било ред на свеите да понесат поражение, на Онгентеов му се наложило да бяга и при следващата атака на Хигелак загинал от ръката на боеца Еовор, който за подвига си получил за жена единствената дъщеря на Хигелак.

## Скандинавските източници
От скандинавските произведения най-подробен е разказът за крал Егил в Сага за Инглингите. Тук той е представен като шведски конунг, по-малкият син на Аун Стария и баща на Отар. Срещу него се вдигнал бунт начело с роба Туни. С войската, която събрал, Туни разорил владенията на Егил и го победил осем пъти в битка, а Егил се принудил да потърси убежище при датския конунг Фроди Смелия. С предоставената му от Фроди войска, Егил успял да победи Туни, и за благодарност за оказаната помощ обещал да изплаща данък на даните на всеки шест месеца, но така и не сдържал дадената дума. Въпреки това Фроди Смелия и Егил запазили приятелските си отношения. Но когато три години по-късно самият Егил загинал прободен от бик по време на един лов, неговият син и наследник Отар отказал да плаща обещания данък на даните и в резултат започнал война с Фроди Смелия.

## Съвременни изследвания
На основание сведенията на Григорий Турски днес изследователите приемат, че Онгентеов е бил един от ранните представители на династията Скилфинги и тъй като е известно, че Хигелак (реална историческа личност) умира в 515 или 516 г., се счита, че гибелта на Онгентеов е скоро след това събитие. Бил е погребан в Гамла Упсала (източния курган). При разкопките от 1846 – 1847 г. в кургана е разкрито богато погребение датирано от началото на VI век. Покойникът е бил кремиран. Откритият погребален инвентар включва златни украшения, стъклени съдове, костени фигурки на птици и др.